# Bihari (sprog)
Bihari er en betegnelse for en undergruppe af indoariske sprog, deriblandt Bhojpuri, Maithili og Magahi, der tales i den indiske delstat Bihar og omegn.
Udtrykket blev skabt af George A. Grierson i begyndelsen af 20. århundrede da han redigerede "The Language Survey of India". I folketællinger foretrækker folk at give deres modersmål som "hindi" eller under de særlige sprognavne. 